# 다이론
다이론은 《실마릴리온》,《베렌과 루시엔》의 등장인물이다. 싱골의 궁정시인으로, 요정 중 가장 뛰어난 음유시인이었다고 전해진다.

## 행적
요정왕국 도리아스에서 활동한 신다르 요정이었다. 싱골의 딸 루시엔의 춤사위에 맞추어 노래를 지어주기도 했다. 그러나 루시엔을 사랑했던 다이론은 도리아스로 들어온 베렌이 루시엔과 사랑에 빠지는 것을 질투하여, 루시엔이 인간을 사랑하는 것을 싱골에게 알렸다.
이 소식에 분노한 싱골은 베렌에게 마왕 모르고스의 철관에 박힌 실마릴을 가져와 대령한다면 혼인을 허락한다는 조건을 내걸었다. 베렌은 이에 응하여 여정을 떠나지만 머지않아 사우론에게 붙잡힌다.
한편 베렌이 위험에 빠진 것을 예감한 루시엔은 다이론에게 도움을 요청했지만 다이론은 이를 싱골에게 알린다. 이에 싱골은 루시엔을 높은 나무 히릴로른 위에 지은 집에 가둔다. 그렇지만 루시엔은 마법을 이용해서 탈출한다.
이것을 알게 된 다이론은 그녀를 찾기 위해 떠났는데, 그는 그렇게 종적을 감추게 되고 더 이상 위대한 음악가이자 싱골의 시인이던 그의 소식은 전해지지 않았다.